# A kőbe szúrt kard
A kőbe szúrt kard (eredeti cím: The Sword in the Stone) 1963-ban bemutatott amerikai rajzfilm, amely T. H. White Üdv néked Arthur, nagy király című regénysorozatában szereplő A kőbe foglalt kard című mű alapján készült. A 18. Disney-filmrendezője Wolfgang Reitherman. Az animációs játékfilm producere Walt Disney. A forgatókönyet Bill Peet írta, a zenéjét George Bruns, Richard M. Sherman és Robert B. Sherman szerezte. A mozifilm a Walt Disney Productions gyártásában készült, a Buena Vista Distribution forgalmazásában jelent meg. Műfaja zenés fantasy filmvígjáték.
Amerikában 1963. december 25-én mutatták be a mozikban, Magyarországon 2007. július 11-én adták ki DVD-n.